# پریری ریج (واشینگتن)
پریری ریج (به انگلیسی: Prairie Ridge) یک منطقهٔ مسکونی در ایالات متحده آمریکا است که در شهرستان پیرس، واشینگتن واقع شده‌است. پریری ریج ۱۱٫۱ کیلومتر مربع مساحت و ۱۱٬۶۸۸ نفر جمعیت دارد و ۲۰۹ متر بالاتر از سطح دریا واقع شده‌است.